# Уянди
Уянди (также Уяндино; якут. Уйаандьы) — село в Усть-Янском улусе Республики Саха (Якутия) России. Административный центр и единственный населённый пункт Уяндинского национального наслега.

## География
Село находится в северной части Якутии, на левом берегу реки Бакы вблизи места впадения её в Уяндину, на расстоянии примерно 37 км (по прямой) к востоку от посёлка Депутатский, административного центра улуса. Абсолютная высота — 155 м над уровнем моря.
Климат
Климат характеризуется как приморский арктический, с продолжительной морозной зимой и коротким прохладным летом. Средняя температура воздуха самого тёплого месяца (июля) составляет 12 °C; самого холодного (января) — −32 − −40 °C. Среднегодовое количество атмосферных осадков составляет 250—300 мм. Снежный покров держится в течение 255—265 дней в году.
Часовой пояс
Село Уянди находится в часовой зоне МСК+7. Смещение применяемого времени относительно UTC составляет +10:00.

## Население
| 2002 | 2010 | 2012 | 2013 | 2014 | 2015 | 2016 |
| ---- | ---- | ---- | ---- | ---- | ---- | ---- |
| 105  | ↗154 | ↗158 | ↘150 | ↘142 | ↗149 | ↘146 |
| 2017 | 2018 | 2019 | 2020 | 2021 |      |      |
| ↘145 | ↘142 | ↘138 | ↘134 | ↗142 |      |      |

Половой состав
По данным Всероссийской переписи населения 2010 года, в гендерной структуре населения мужчины составляли 54,5 %, женщины — 45,5 %.
Национальный состав
Согласно результатам переписи 2002 года, в национальной структуре населения эвены составляли 79 %.

## Улицы
| - ул. Заречная, - ул. И.П. Старостина, | - ул. Портовская, - ул. Х.А. Суздалова. |

## Транспорт
Транспортное сообщение осуществляется по автомобильной дороге регионального значения Депутатский — Уянди, а также речным транспортом.